# Christine Wernicke

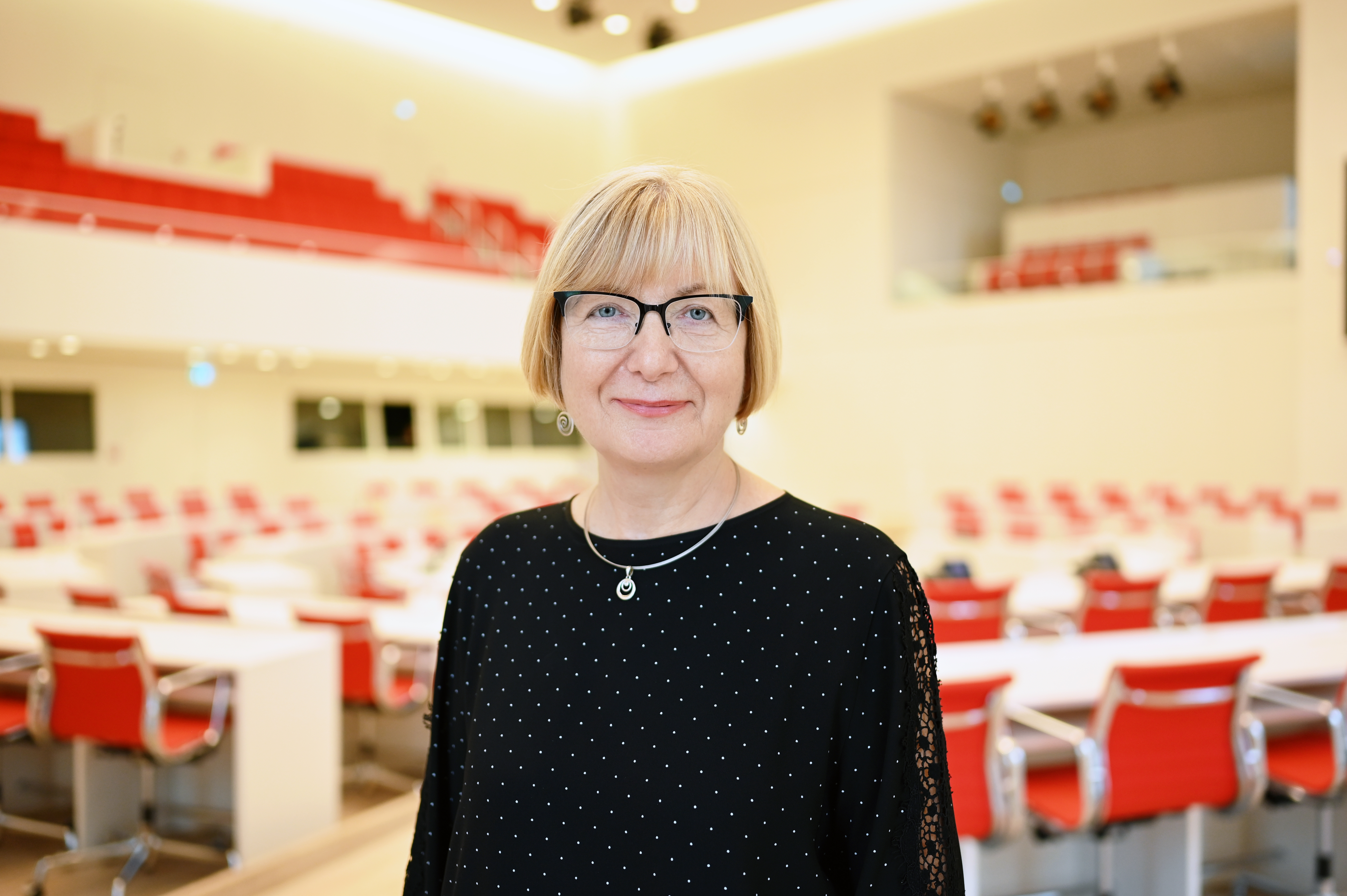
Christine Wernicke, 2019

Christine Wernicke (* 1960 in Neukloster) ist eine deutsche Politikerin (BVB/Freie Wähler). Von 2019 bis 2024 gehörte sie dem Landtag Brandenburg als Abgeordnete an.

## Werdegang
2008 wurde Wernicke zur Bürgermeisterin von Uckerland gewählt. Ihre Wiederwahl scheiterte 2016 wegen eines Unterschieds von 21 Stimmen. Ein Einspruch der Freien Wähler gegen das Wahlergebnis wurde vom Verwaltungsgericht Potsdam abgewiesen. Im Mai 2019 wurde sie für die BVB/Freie Wähler im Landkreis Uckermark in den Kreistag gewählt.
Wernicke gelang bei der Landtagswahl in Brandenburg 2019 auf Platz 4 der Liste der BVB/Freie Wähler der Einzug in den Landtag Brandenburg. Bei der Landtagswahl 2024 zogen die Freien Wähler nicht mehr in den Landtag ein; Wernicke schied somit aus dem Landtag aus.